# Lipinia venemai
Lipinia venemai — вид сцинкоподібних ящірок родини сцинкових (Scincidae). Ендемік Індонезії.

## Поширення і екологія
Lipinia venemai мешкають в центральній частині півострова Чендравасіх на північному заході Нової Гвінеї. Вони живуть у вологих рівнинних тропічних лісах, на висоті 260 м над рівнем моря.